# 紹索爾
紹索爾（英語：Southall）是英國倫敦西部的一個地區，在行政區劃上屬於伊靈倫敦自治市。位於查令十字以西10.7英里（17.2）處。在倫敦計劃中，紹索爾被定為倫敦的35個都市中心之一。紹索爾現在仍然有運河通行。

## 外部連結
- Local mobile resource （页面存档备份，存于）
- Image of the Gas tower with "LH" written on the side
- Southall in World War II （页面存档备份，存于）
- Visit THE SOUTHALL STORY website （页面存档备份，存于）